# Шаповалівка (Конотопський район)
Шапова́лівка (МФА: [ʃɐpoˈʋɑʎiu̯kɐ] ( прослухати)) — село в Україні, у Попівській сільській громаді Конотопського району Сумської області. До 2020 року до складу Шаповалівської сільської ради входило також село Привокзальне. Населення становить 815 осіб.

## Географія

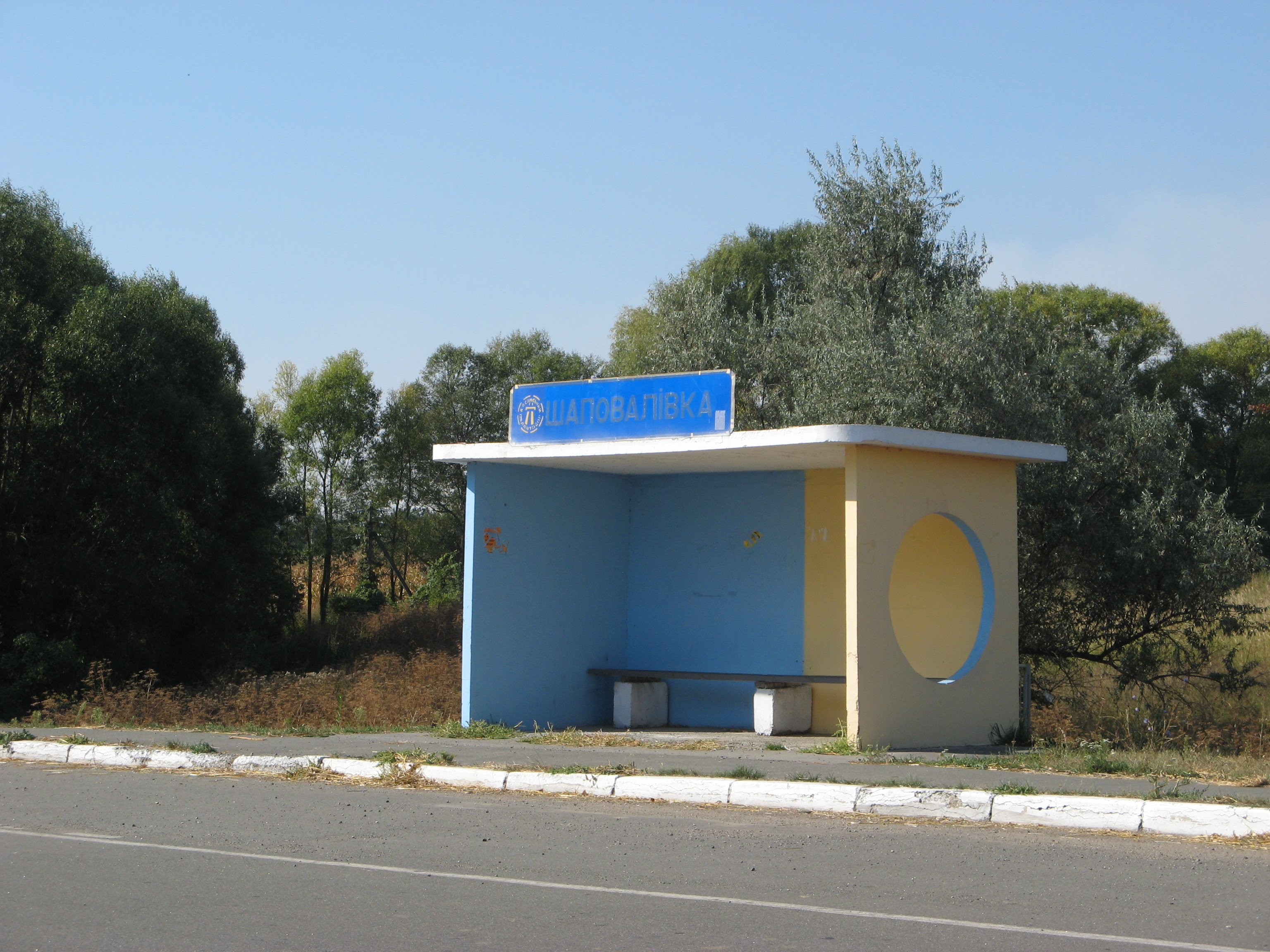
Автобусна зупинка

Село Шаповалівка розташоване на правому березі річки Куколки. За 10 км на південний схід розташоване село Шевченкове. Нижче за течією Куколки на відстані 4 км розташоване місто Конотоп. На протилежному березі Куколки — село Соснівка. Також по селу протікає струмок з загатами.

## Назва
За переказами, на Січі була сотня, яка найкраще «шапки валила», і козаки, які входили до цієї сотні, були вихідцями з Шаповалівки. Існує ще кілька версій виникнення назви села. За однією з них, село заснував багатий козак на прізвище Шаповал, який захопив землі на правому боці річки Куколки. За іншою версією, яка вірогідніша, село заснували козаки, переселенці з села Шаповалівки, що на Чернігівщині. До 1917 року ці села так і називалися — Велика Шаповалівка (Чернігівська) та мала Шаповалівка.

## Історія
Перша згадка про село Шаповалівка датується 1654 роком. На його околиці виявлено стоянку доби палеоліту та поселення доби неоліту (IV тис. до н. е.).

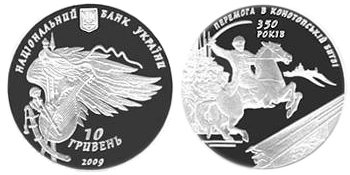
Ювілейна гривня, присвячена 350-річчю Конотопської битви.

Між селами Шаповалівкою та Соснівкою 28 червня 1659 року відбулася знаменита Конотопська битва гетьмана Івана Виговського з царськими військами під командуванням князя Олексія Трубецького. Битва закінчилася повною поразкою військ Трубецького.
У кінці XVII століття Шаповалівські землі переходять у власність Конотопського сотника Федора Костенецького, який на скуплених у козаків та посполитих селян землях розпочав тут поселяти «підсусідків», тобто сусідів. В описі 1711 року Шаповалівка показана як місцевість, що належала Конотопській ратуші. Пізніше більшість Шаповалівських земель переходить у власність Д. Ф. Костенецької та пані Василиси. Кінець XVII і початок XVIII століть — період розпаду феодально-кріпосницької системи та зародження капіталістичних відносин. У Шаповалівці будуються дві цегельні. В історичних документах підтверджується, що напередодні революції 1905—1907 в Шаповалівці було 2512 десятин землі.
Після революційних подій 1917 року в Шаповалівці був створений комітет незаможних селян. На кінець 1930 року майже всі селяни вступили до колгоспу. 9 вересня 1941 року село було окуповане німцями. Окупація тривала два роки.

## Сьогодення

Пам'ятник на честь перемоги в Конотопській битві

У селі є дитячий садок, загальноосвітня школа І-II ступенів, будинок культури, фельдшерсько-акушерський пункт, крамниці, поштове відділення.

## Населення

### Мова
Розподіл населення за рідною мовою за даними перепису 2001 року:
| Мова       | Кількість | Відсоток |
| ---------- | --------- | -------- |
| українська | 803       | 98.53%   |
| російська  | 12        | 1.47%    |
| Усього     | 815       | 100%     |

## Пам'ятки
- У центрі села розбиті два парки
- Комплексна пам'ятка природи «Козацька Могила».
- Свято Зеленої неділі в селі Шаповалівка — елемент нематеріальної культурної спадщини Сумської області.[2]

## Культура
Далеко за межами району знаний народний фольклорно-етнографічний колектив «Берегиня». Щороку в середині липня в селі проходить обласний культурно-мистецький фестиваль «Козацький родослав».

## Галерея

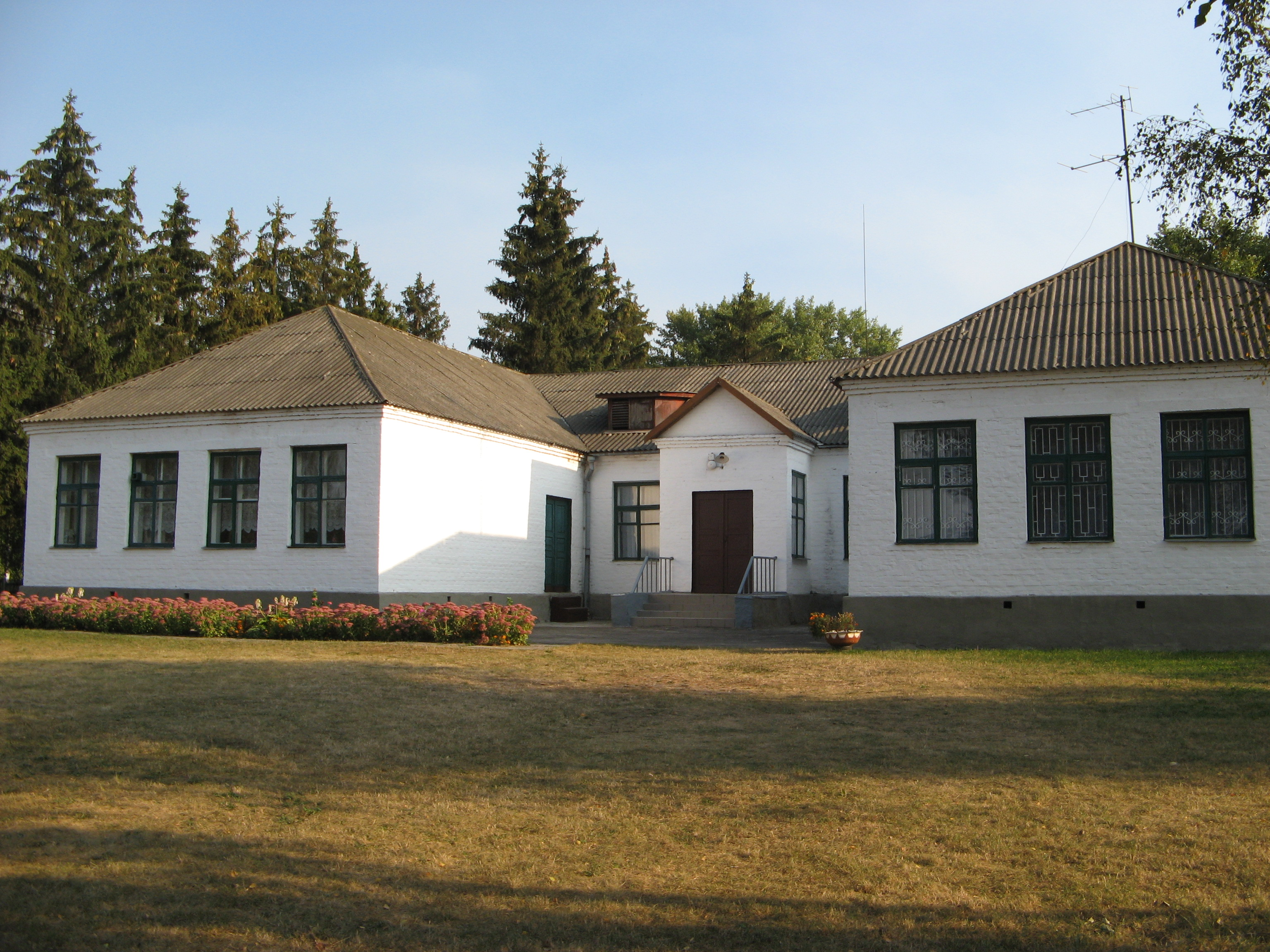
Школа
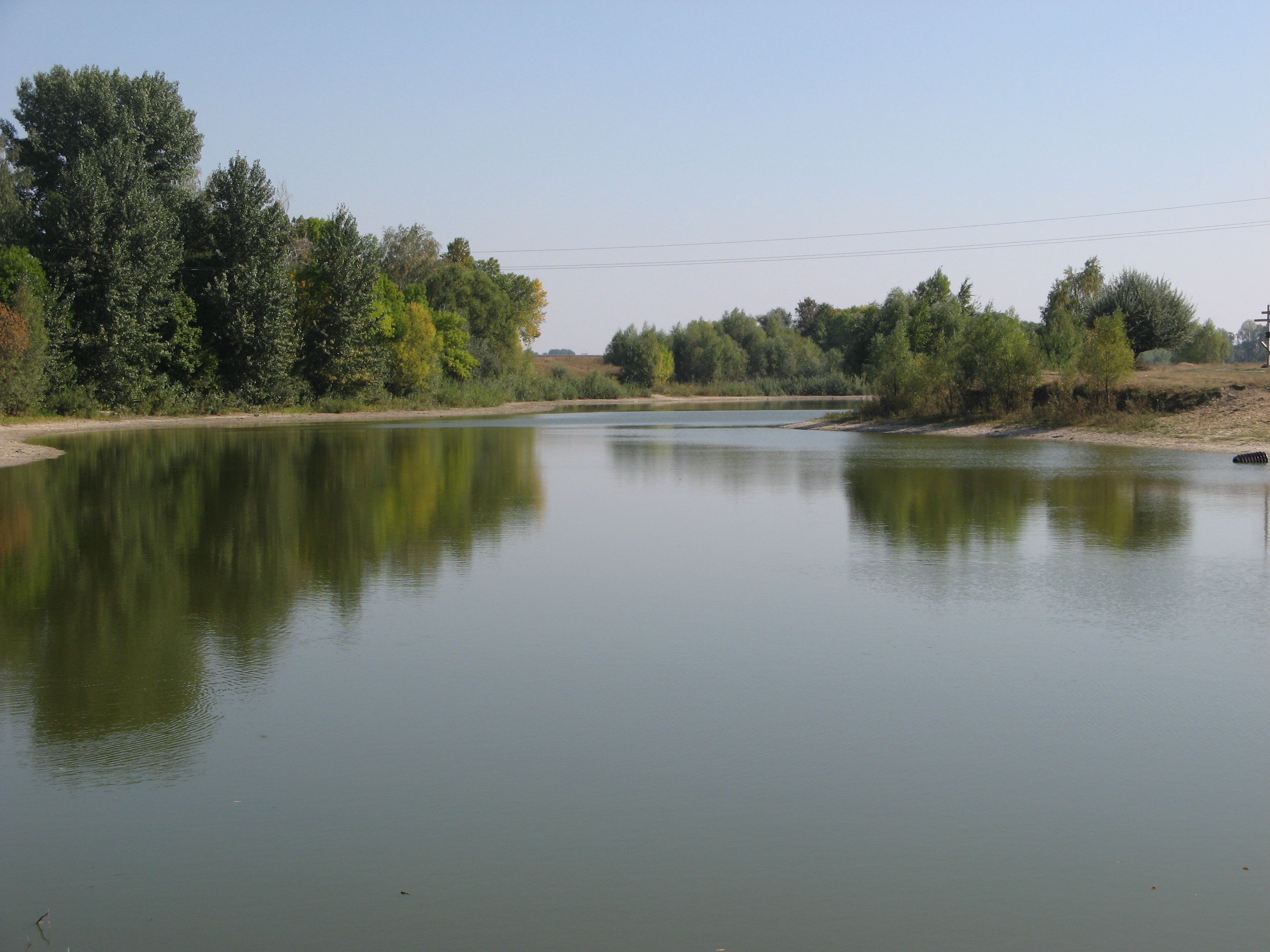
Ставок при північній околиці села
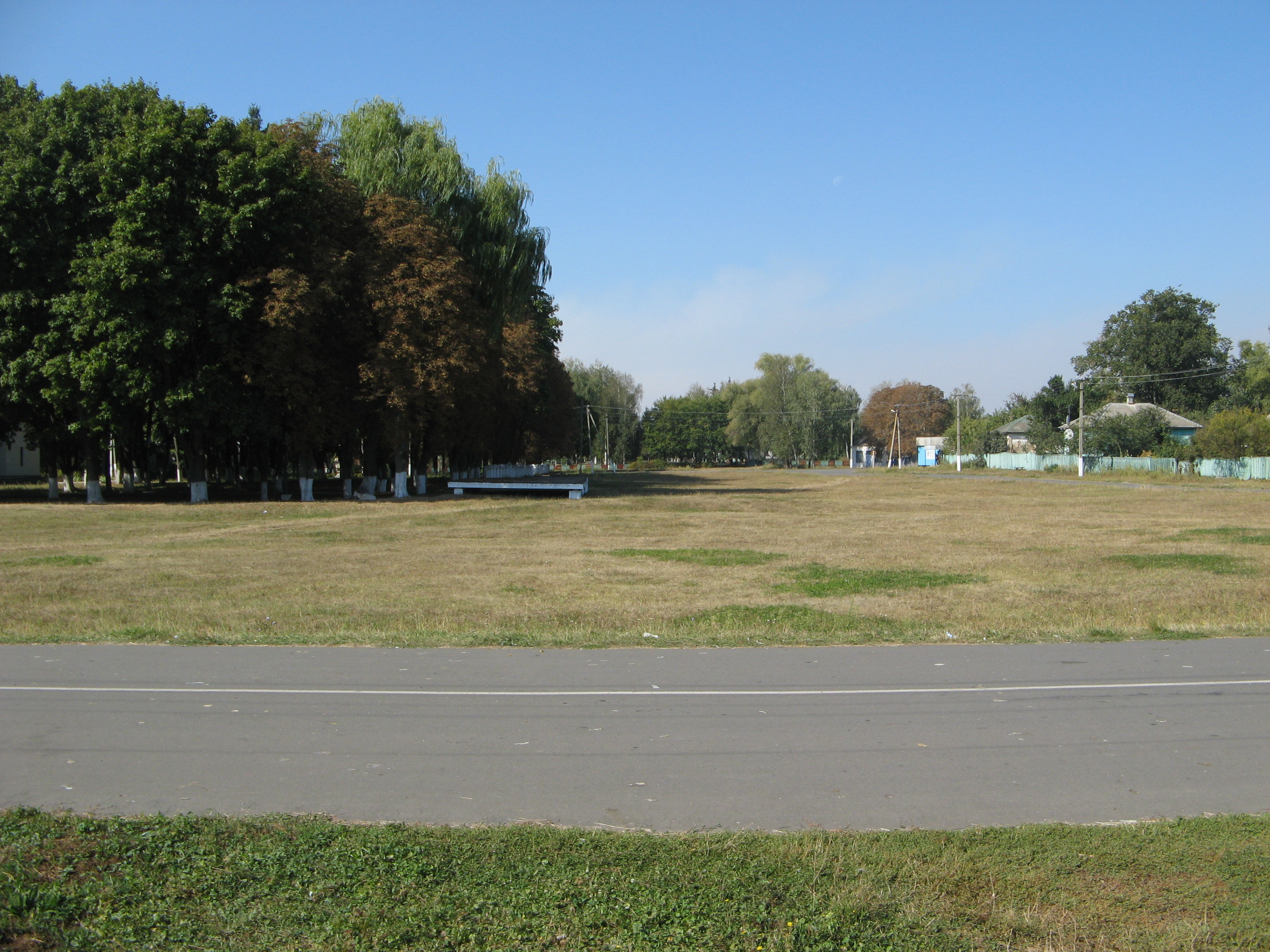
У центрі села
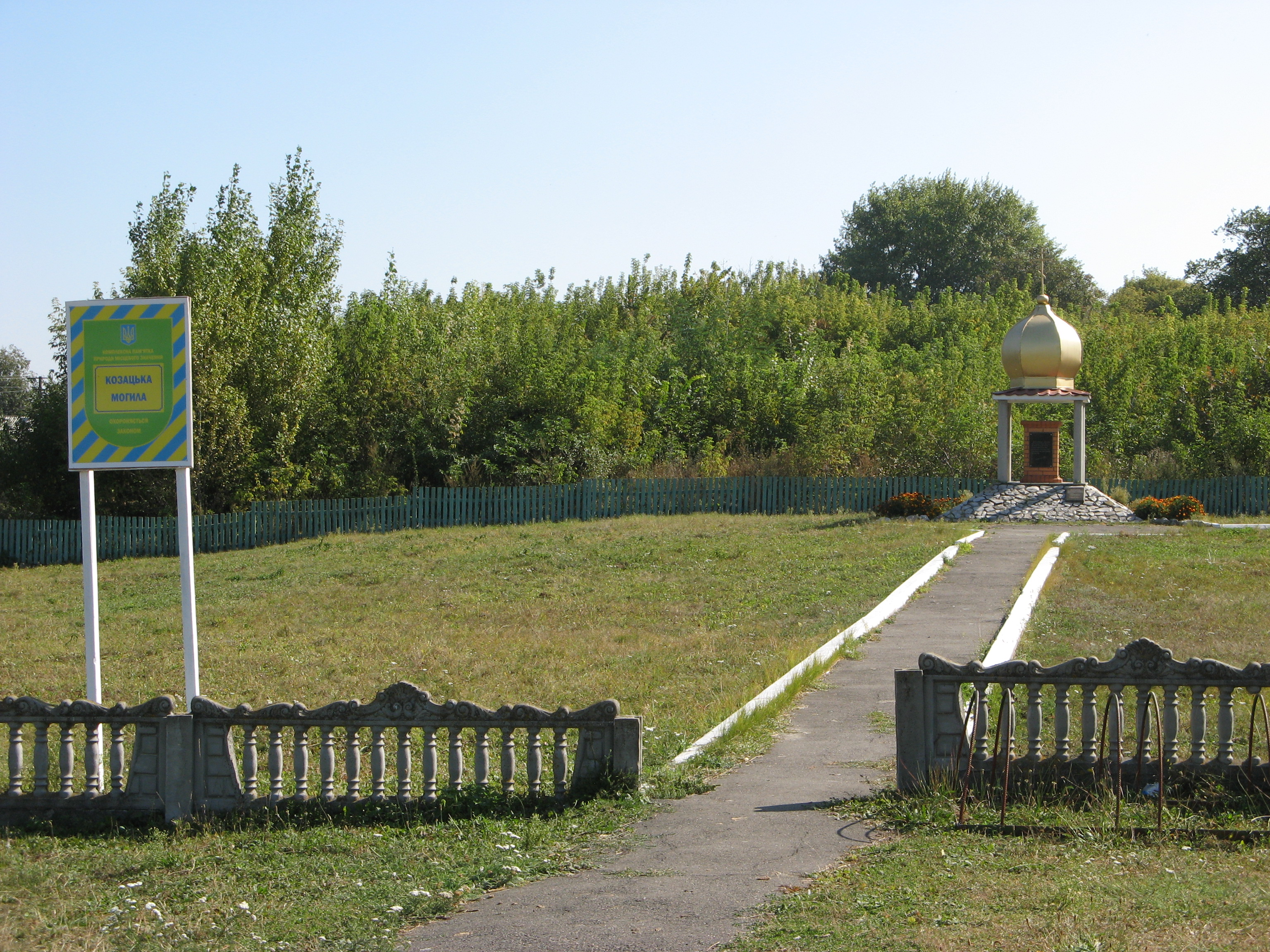
Монумент Козацька Могила

## Відомі люди
- Парфененко Віталій Васильович (1978—2014) — солдат Збройних сил України, учасник російсько-української війни.
- Клименко Володимир Федорович (1968—2022) — молодший сержант збройних сил України, учасник російсько-української війни.
- Клименко Людмила Миколаївна (1955) — українська співачка (альт). Народна артистка України (2003).